# Bago (distrikt)
Bago District är ett distrikt i Myanmar.   Det ligger i regionen Bagoregionen, i den södra delen av landet, 270 km söder om huvudstaden Naypyidaw.